# Bol'šesidorovskoe
Bol'šesidorovskoe (in russo Большесидоровское?) è un centro abitato dell'Adighezia, situato nel Krasnogvardejskij rajon. La popolazione era di 1 547 abitanti al dicembre 2018. Ci sono 14 strade.